# Jeff Probst
Jeffrey Lee «Jeff» Probst (4 de noviembre de 1961) es un presentador de televisión, productor ejecutivo, y reportero estadounidense. Es más conocido como presentador de la versión estadounidense de la programa de telerrealidad Survivor.

## Biografía
Probst nació en Wichita, Kansas, pero creció principalmente en Bellevue, Washington. Después de su graduación de Newport High School en 1979, asistió a la Universidad Seattle Pacific y trabajó en el estudio de películas y televisión de Boeing como un productor de televisión y un narrador para videocintas de marketing. Probst se divorció de su esposa de cinco años, Shelley Wright, en 2001. En su tiempo libre, es activo en la Elizabeth Glaser Pediatric AIDS Foundation.

## Carrera
Además de Survivor, Probst previamente presentó Backchat, un programa de FX dedicado a responder a cartas de espectadores que se emitió en 1996. La segunda exposición a televisión de Probst fue como presentador de la serie de VH1 Rock & Roll Jeopardy!, que presentó durante tres temporadas (desde 1998 hasta 2001). También fue corresponsal para el programa sindicado Access Hollywood, una actividad durante la que recorrió 300,000 millas. También ha escrito el guion de y dirigido una película independiente, Finder's Fee, que se estrenó en 2001. Jeff también ha sido la voz del vicedirector Raycliff en la serie de televisión animada Fillmore! La revista People lo nombró como una de las "50 Personas Más Bellas" en 2001. Frecuentemente contribuye a Jeopardy! proporcionando pistas relacionadas con Survivor desde las sedes del programa; ha aparecido en Celebrity Jeopardy! dos veces (en 2001 y 2003), e incluso hecho varias apariciones especiales durante el episodio que se emitió el 1 de abril de 2010.
También apareció frecuentemente como una estrella invitada en el programa de sketches MADtv, apareciendo una vez por temporada desde la novena temporada noveno.
Ha presentado Survivor desde 2000. Más tarde afirmó que había trabajado para conseguir un encuentro con Mark Burnett, el creador de la serie, donde sugirió a Burnett que lo contratara como el presentador. En calidad de tal, dice a los concursantes perdedores este lema de la serie: "The tribe has spoken; it's time for you to go" ("La tribu ha hablado; es hora de que te vayas.")
En 2007, Probst fundó "The Serpentine Project" , una organización sin fines de lucro que permite que los jóvenes haciendo transiciones de cuidado de crianza alcancen sus sueños al abrir la puerta a posibilidades.
El 20 de octubre de 2008, TV Guide informó que Probst está desarrollando una nueva serie de telerrealidad para CBS, llamada Live For The Moment, en la que personas con enfermedades terminales se tomarán "las últimas aventuras de sus vidas" antes de morir.
El 1 de abril de 2009, Probst apareció en el especial de televisión I Get That a Lot, un programa de telerrealidad emitido por CBS, donde trabajaba como el operador de una caja registradora. En febrero de 2010, Probst confirmó que ha suscrito para presentar dos temporadas adicionales de Survivor, permitiéndole presentar hasta la temporada 22. Se anunció entonces que Probst había extendido su contracto para presentar dos temporadas adicionales de Survivor, posibilitándose así presentar hasta la temporada 24.

## Vida personal
Probst estuvo casado con su primera mujer, la psicoterapeuta Shelley Wright, desde 1996 hasta 2001. En 2005, Probst comenzó a salir con Julie Berry, una concursante en Survivor: Vanuatu que se había graduado de la Universidad del Este de Carolina y había sido una futbolista de beca deportiva. En una entrevista con The Philippine Daily Inquirer emitido en marzo de 2008, Jeff reveló que ya no estaban juntos.
Probst se casó con su segunda mujer, Lisa Ann Russel, el 5 de diciembre de 2011. Jeff es padrastro de los dos hijos de Russell, Michael (nacido en 2004) y Ava (nacida en 2006) de su anterior matrimonio con el actor Mark-Paul Gosselaar. Probst ha declarado que su mujer y él comparten la custodia de sus hijos de forma amigable con Gosselaar y su segunda mujer, y que los hijos consideran a los 4 sus padres.  
Probst fue ordenado como un ministro de Universal Life Church en 1999. Se volvió a casar a sus padres por su aniversario de bodas número 35.
Probst se queda el "apagador" que utiliza al apagar las antorchas cuando un concursante es votado fuera del juego, como un souvenir después de cada temporada de Survivor. En cada temporada, este instrumento tiene una forma diferente. Por ejemplo, en la temporada 4, "Survivor: Marquesas" era una gran cáscara de coco con una rama de árbol como mango, o en la temporada 29, "Survivor: San Juan de Sur", era una calavera con azulejos turquesas y un trozo de madera como mango. 

## Premios y nominaciones
El 21 de septiembre de 2008, Probst ganó el Premio Primetime Emmy para Mejor Presentador de un Programa de Telerrealidad. También ganó el mismo premio en 2009, 2010 y 2011.